# Bagdad kormányzóság

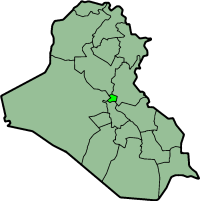
Bagdad kormányzóság elhelyezkedése Irakban

Bagdad kormányzóság (arab betűkkel محافظة بغداد [Muḥāfaẓat Baġdād]) Irak 18 kormányzóságának legkisebbike az ország középső részén. Északon Szaláh ed-Dín kormányzóság, keleten Dijála, délen Bábil, nyugaton pedig Anbár kormányzóság határolja. Székhelye a főváros, Bagdad.

## Fordítás
Ez a szócikk részben vagy egészben  a(z)   بغداد (محافظة) című arab Wikipédia-szócikk fordításán alapul.  Az eredeti cikk szerkesztőit annak laptörténete sorolja fel. Ez a jelzés csupán a megfogalmazás eredetét és a szerzői jogokat jelzi, nem szolgál a cikkben szereplő információk forrásmegjelöléseként.